# Левицкас, Альфредас Винцович
А́льфредас Ви́нцович Леви́цкас (род. 14 сентября 1931, Цивишкю) — советский и литовский тренер по боксу. Работал тренером в Вооружённых Силах СССР, личный тренер олимпийского чемпиона, трёхкратного чемпиона Европы Дана Позняка. Заслуженный тренер Литовской ССР (1965). Заслуженный тренер СССР (1965). Судья республиканской категории.

## Биография
Родился 14 сентября 1931 года в деревне Цивишкю Кайшядорского района Литвы.
В 1959 году окончил Литовский государственный институт физической культуры.
В течение многих лет тренировал боксёров в клубе Вооружённых Сил СССР, подготовил здесь множество титулованных спортсменов, в том числе его воспитанниками были 39 мастеров спорта. Один из самых известных его учеников — заслуженный мастер спорта Дан Позняк, чемпион летних Олимпийских игр в Мехико (первый олимпийский чемпион в истории литовского бокса), трёхкратный чемпион Европы, серебряный призёр европейского первенства, многократный чемпион СССР, позже так же ставший успешным тренером. Позняк перешёл к нему в 1960 году от тренера З. Катилюса и затем оставался его подопечным на протяжении всей своей спортивной карьеры. За подготовку этого спортсмена в 1965 году Левицкас был удостоен почётного звания «Заслуженный тренер СССР», а также был признан заслуженным тренером Литовской ССР.
Вместе с выдающимся боксёром и тренером Альгирдасом Шоцикасом тренировал сборную команду Литовской ССР.
Неоднократно принимал участие в соревнованиях по боксу в качестве судьи. Судья республиканской категории.